# The Pirouettes
The Pirouettes est un groupe d'electropop français, originaire d'Annecy, en Haute-Savoie. Formé en 2011, il est composé de Léonard Garnier (alias Leo Bear Creek) et Victoria Hespel (alias Vickie Chérie).

## Biographie

### Débuts (2011—2015)
En 2005, le grand frère de Leo décide de monter un groupe, Coming Soon. Alors qu'ils sont à la recherche d'un batteur, Leo accepte de prendre ce rôle. Toujours élève au collège, il a quinze ans quand le groupe sort son premier album.
Fort de cette première expérience musicale, Leo écrit une chanson pour Victoria en 2011. Il la convainc de la chanter avec lui lors de la « semaine des talents » de leur lycée puis de la poster sur YouTube. Ils créent ainsi The Pirouettes et prennent les noms de scène Vickie Chérie et Leo Bear Creek. À ce moment-là, Vickie étudie la photographie et la vidéo aux Arts Déco, ce qui lui permit par la suite de réaliser certains de leurs clips vidéos. Un an après sa création, le groupe réalise son premier EP, Pirouettes.
Le 17 février 2014 sort le deuxième EP du groupe, L'importance des autres. Ils se produisent sur la scène du printemps de Bourges 2015. En novembre, ils sortent le clip vidéo de Soleil rare qui est réalisé par Victor Poullain.

### Premiers albums et succès (2016—2019)
L'été 2016, ils sont invités à Los Angeles par Hedi Slimane qui les photographie pour Saint Laurent avec d'autres artistes de la nouvelle scène française. Victoria filme ce séjour, le scénarise et en fait une vidéo qu'elle poste sur la chaîne YouTube du groupe. Ils la présentent comme une sorte d'épisode de téléréalité. Leur premier album, Carrément, carrément, sort le 16 septembre 2016. Il est édité sous leur propre label, Kidderminster Records. Afin d'en faire la promotion, ils dévoilent quatre jours avant le clip de leur single L'Escalier, réalisé par Victoria et Kevin Elamrani-Lince. Elle s'est aussi occupée de la pochette de l'album, ainsi que de l'image du groupe en général.
En janvier 2017, ils sortent le clip de leur single Jouer le jeu qui est réalisé par Kevin Elamrani-Lince. Pour la Saint-Valentin, Bertrand Le Pluard fait un remix vidéo de L'escalier pour le magazine Mixte et la marque Emporio Armani. En avril, ils apparaissent en guest dans le clip du titre Sur ma vie du rappeur Hyacinthe et le mois suivant sort le clip vidéo de Signaux, réalisé par Kevin Elamrani-Lince une fois de plus. Ils parcourent les scènes de festivals durant l'été, notamment Solidays, les Francofolies et le Fnac Live. Le 25 janvier 2018, le groupe poste une photo sur leur compte Facebook, indiquant qu'ils sont en studio pour l'enregistrement d'un nouvel album, prévu pour l'automne 2018. En avril, ils sortent Tu peux compter sur moi, le premier single extrait de ce deuxième album. Ce nouvel album, Monopolis, sort le 28 septembre 2018.
Le titre L'escalier est utilisé en 2022 par Google pour la publicité de leur téléphone Pixel 6

### Rupture et troisième album (2019-2021)
En 2019, ils reviennent avec les titres San Diego et Pli du cœur, annonciateurs d’un troisième album. À l’occasion de la sortie du clip de San Diego, retraçant un road trip aux États-Unis, leur rupture amoureuse est annoncée sur leur page Facebook. Au cours du premier confinement de 2020, ils dévoilent les titres Il n’y a que toi, dont le clip met en scène une dispute conjugale, et Lâcher prise avec Timothée Joly.
Leur troisième album, Équilibre, est annoncé pour une sortie en février 2021. Sur Instagram, le groupe révèle que le nom a été choisi parce qu’il s’agit de « l’objectif qu’[ils se sont] fixé pour continuer à travailler ensemble [...] et l’album prend plus en considération les désirs de chacun. Fini l’unisson, on exprime notre point de vue à tour de rôle maintenant »[réf. nécessaire]. Le double album contient 19 titres.

### Fin du groupe (2022)
Après une tournée d'adieu, The Pirouettes est dissout. À la suite de Vickie Chérie, Leo Bear Creek entame également une carrière solo, sous le nouvel alias de Leo Leonard.